# Mirari Uria
Mirari Uria Gabilondo (Azpeitia, 1 de enero de 2003) es una futbolista española que juega como delantera en la Real Sociedad.

## Trayectoria
Uria comenzó su carrera como cadete en las temporadas 2016-17 y 2017-18 en Lagun Onak. Y desde las temporadas 2018-19 milita en la Real Sociedad B. Ahora luce el dorsal número 18 del primer equipo femenino de la Real Sociedad.

## Palmarés
Fue campeona de Europa con la sub-19 y campeona del mundo con la sub-20.